# Bennettwallaby
De Bennett- of roodnekwallaby (Notamacropus rufogriseus) is een wallaby, een klein soort kangoeroe, uit Oost-Australië. De wetenschappelijke naam van de soort werd voor het eerst geldig gepubliceerd door Anselme Gaëtan Desmarest in 1817.

## Kenmerken

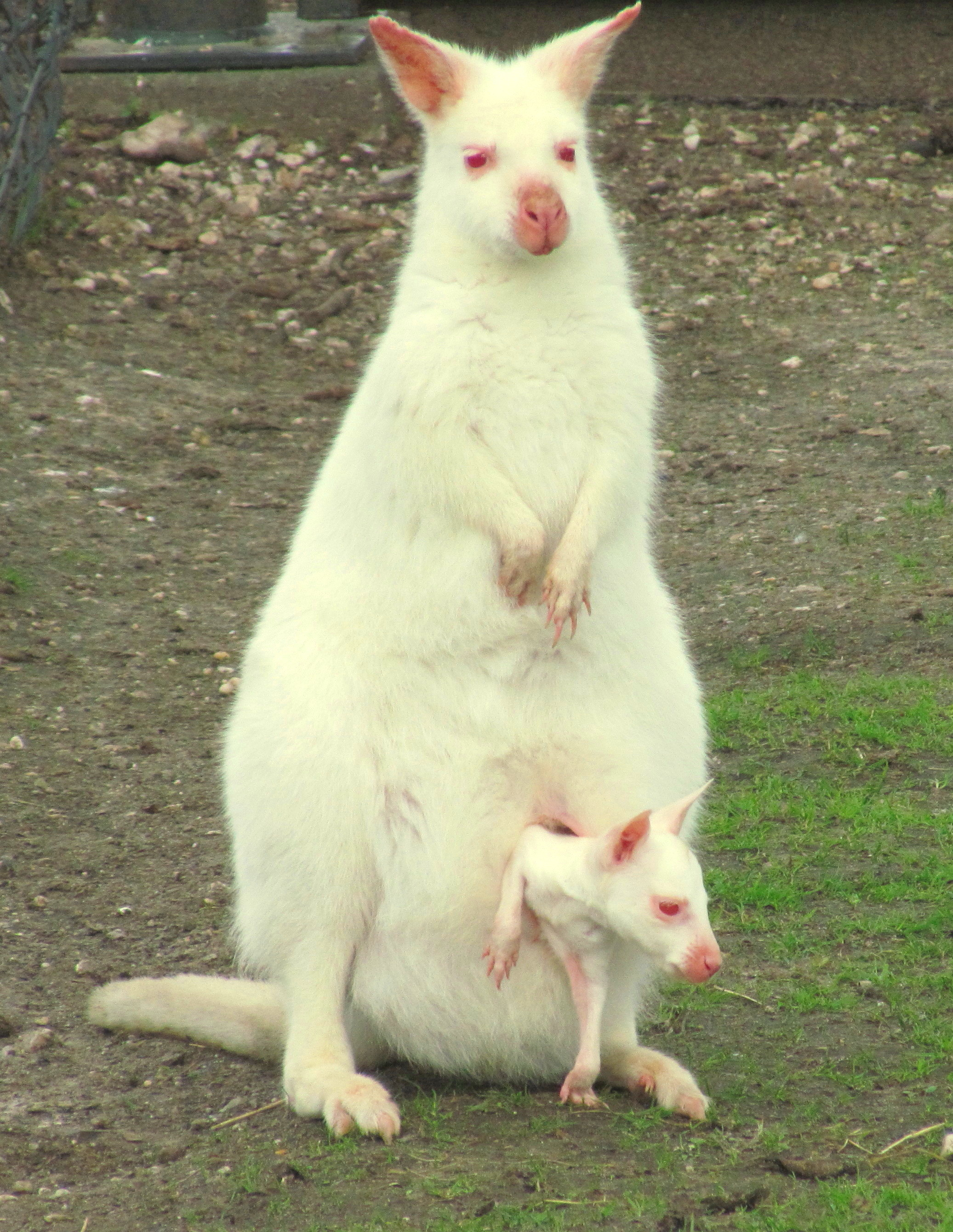
Albinovariant

De Bennettwallaby heeft een grijsbruine vacht, met een witte buik. De zilverkleurige staart heeft een zwarte punt, net als zijn oren, poten en snuit. Hij wordt 70 tot 105 cm lang, en heeft een staart van 60-70 cm. De achterpoten kunnen 20 tot 22 cm lang worden. De kangoeroe is een middelgrote soort van 6,8 tot 22 kg, waarbij het mannetje gemiddeld 13,2 kg weegt, en het vrouwtje 10,5 kg. Er bestaat ook een albino-variant, die verder dezelfde kenmerken heeft als zijn grijze soortgenoten.

## Gedrag
De wallaby leeft solitair of in kleine, losse groepjes van 2 tot 5 vrouwtjes en hun jongen. Paartjes trekken niet langer dan 24 uur met elkaar op. Bij gevaar stampen ze hun voeten. De draagtijd is 30 dagen, waarna het jong 280 dagen in de buidel blijft. Moeder en kind blijven daarna nog één maand bij elkaar.

## Verspreiding in Europa
De soort is rond 1940 in het Peak District in Engeland ontsnapt, waar nu nog een kleine populatie zou kunnen leven. Sinds 1975 komt de soort ook voor bij Loch Lomond in Schotland.
De soort wordt in Europa ook gehouden, vaak op (particuliere) kinderboerderijen, dierentuinen, maar ook als huisdier. Recentelijk zijn er in Nederland aanrijdingen geweest met wallaby's zodat het vermoeden bestaat dat er hier enkele ontsnapte exemplaren vrij rondlopen. In het zuidelijke natuur- en landbouwgebied van Duurswold is tussen Froombosch en Woudbloem in het vroege voorjaar van 2010 een groepje van vier Bennettwallaby's gesignaleerd.

## Introductie in Nieuw-Zeeland
In de negentiende eeuw is de Bennettwallaby uitgezet in Nieuw-Zeeland op Rangitoto Island nabij Rotorua en Waimate op het Noordereiland, samen met de moeraswallaby, de kwaststaartrotskangoeroe, de tammarwallaby en de parmawallaby. Gedurende de twintigste eeuw breidde de soort zich verder uit over het district South Canterbury en begon een serieuze concurrent te worden voor schapen. Door middel van afschot en gif wordt nu geprobeerd de aantallen van de Bennettwallaby onder controle te houden. Op Rangitoto Island is de soort inmiddels uitgestorven door bestrijdingsmaatregelen.